# まぁたんゆりりん
『まぁたんゆりりん』は、2021年4月7日からニコニコチャンネルと連携した形で、ニコニコ生放送にて配信されているインターネットラジオ番組。パーソナリティは声優のMachicoと駒形友梨。略称は『まぁゆり』。

## 概要
2021年4月7日よりニコニコチャンネル「セカンドショットちゃんねる」で配信開始された、Machicoと駒形友梨がパーソナリティを務める映像付きのラジオ番組。この番組は「フリーダム」をテーマに、自由に喋るだけの内容である。

## 配信時間
- 隔週水曜日 23:00 - 23:30
  - ニコニコチャンネルでは配信直後にアフタートーク、および1週間のタイムシフト期間終了後に完全版のアーカイブが有料会員限定で公開されている。
  - YouTubeの「セカンドショットちゃんねる」でも本編のみ同時配信されており、隔週木曜日14:00に前日に配信した「本放送」のアーカイブを4週間限定で公開。
  - 2024年6月8日から受けたニコニコサービスへのサイバー攻撃の影響により、ニコニコサービス全体が利用できなくなったため、本配信は第82回（2024年6月12日配信）はYouTubeのみとなり、第83回（2024年6月26日配信）よりニコニコ生放送の代替配信はOPENREC.tvとなった。また、ニコニコチャンネル会員向けの完全版アーカイブおよびアフタートークはニコニコサービス復旧後に公開される予定だったが、大規模メンテナンスが長期となったため、期間中の完全版アーカイブとアフタートークはOPENREC.tvに一時的に移行し、OPENRECサブスク限定で公開されていた[3]。第87回（2024年8月21日配信）をもってOPENREC.tvでの代替配信を終え、ニコニコチャンネルサービス再開後の第88回（2024年9月4日配信）よりニコニコ生放送での配信に戻った。

## ゲスト
- 第98回：篠原侑 ※駒形の休演に伴う代役[4]

## コーナー
ふつおた
どんな話題でもOKなお便りを読むコーナー。
まぁたん&ゆりりんのお悩み相談
リスナーのお悩み相談を解決していくコーナー。番組内では「おな闇相談」と表記される。
脱メンヘラ！〜陽キャにプロデュース〜
本人も公認する「メンヘラ」な体質の駒形を陽キャに変えていくコーナー。
コイバナ
リスナーより恋愛話を募集し、架空の話や二次元の恋バナを盛り上げ、悩みに応えるコーナー。
Machico熱望！良い女の部分を見せたい！
Machicoが良い女性だと思うシチュエーションやリアクションを、リスナーに披露する。

## イベント
「まぁたんゆりりん」番組イベント2022
2022年9月17日によみうりランド・日テレらんらんホールにて開催。2022年10月22日にニコニコ生放送にて有料チケット制で配信。
ゲストとして、昼夜の部には平山笑美、昼の部には髙橋ミナミ、夜の部には渡部優衣がそれぞれ出演。
まぁたんゆりりん トークライブ
2023年3月5日にVol.1、同年6月11日にVol.2を開催。同年9月24日にはVol.3を開催。会場は全て千代田区永田町の星陵会館。
まぁたん&ゆりりん トークライブ vol.4＋
2024年1月7日に科学技術館サイエンスホールにて開催。
まぁたん&ゆりりん & さっさとはおー 番組コラボイベント
2024年3月3日に渋谷区文化総合センター大和田 さくらホールにて開催。
『さっさとはおー』から篠原侑と稲垣好がそれぞれ出演。
まぁたん&ゆりりん トークライブ vol.5
2024年5月11日に星陵会館にて開催。
まぁたん&ゆりりん トークライブ vol.6
2024年9月29日に星陵会館にて開催。
まぁたん&ゆりりん トークライブ vol.7+
2025年1月5日に科学技術館サイエンスホールにて開催。
サプライズゲストとして、夜の部に山口立花子が出演。
まぁたん&ゆりりん×さっさとはおーコラボトークライブ2025
2025年4月13日に星陵会館にて開催。
『さっさとはおー』から篠原侑と稲垣好がそれぞれ出演。
まぁたん&ゆりりん トークライブ vol.8
2025年7月26日に星陵会館にて開催。
まぁたん&ゆりりんフェスティバル 2025
2025年11月8日にニッショーホールにて開催予定。
ゲストとして、昼の部には渡部優衣・山口立花子・髙橋ミナミ・南早紀、夜の部には篠原侑・稲垣好・花谷麻妃・小森結梨がそれぞれ出演。